# Бронепалубные крейсера типа «Хай-Чи»
Крейсера типа «Хай-Ци»  — серия из двух бронепалубных крейсеров 2-го ранга военно-морских сил Китая. Строились в Великобритании на эльсвикских верфях фирмы Армстронг. На рубеже XIX и XX веков стали первыми полноценными крейсерами китайского флота.

## Представители
Постройка новых крейсеров была запланирована по программе возрождения флота императорского Китая после первой японо-китайской войны 1894—1895 гг.. Под впечатлением успешного применения японцами в войне бронепалубных крейсеров английских проектов заказ был сделан британской фирме Армстронг. Англичане предложили в качестве образца строящийся в Элсвике для Аргентины крейсер «Буэнос-Айрес» (проект Ф. Уотса). Изменения ограничились унификацией среднекалиберного вооружения (у аргентинского корабля были и 4,7-, и 6-дюймовые орудия).
Китай заказал сразу два крейсера, которые были заложены в январе (по др. данным — в феврале) 1896 г.
 «Хай-Тянь»  (海天, Wade-Giles «Hai Tien», pinyin «Haitian»), спущен на воду 25 ноября 1897 г.
 «Хай-Ци»  (海圻, Wade-Giles «Hai Chi», pinyin «Haiqi»), спущен на воду 24 января 1898 г.
Оба корабля официально вступили в строй в январе 1899 г.

## Описание конструкции
Китайские крейсера были типичными представителями семейства эльсвикских крейсеров — сравнительно небольших быстроходных бронепалубных кораблей с мощным вооружением прежде всего из среднекалиберных орудий.
Корабли имели стальной высокобортный корпус с таранным форштевнем и гладкой, несколько седловатой палубой, две трубы, две мачты с боевыми марсами, передний и задний мостики. Четыре паровые машины разгоняли 4300-тонный крейсер до 22,5, а при форсировании тяги — до 24 узлов. Главной защитой корабля была довольно тонкая броневая палуба, толщиной всего в 1,5 дюйма закаленной гарвеевской стали, на скосах её толщина доходила до 3 и даже 5 дюймов. Вертикальное бронирование ограничивалось боевой рубки (6 дюймов) и щитами орудий (в 4,5 дюйма).
Основное вооружение корабля составляли носовое и кормовое 8-дюймовые орудия фирмы Армстронг (с электрооборудованием заряжания и наведения) и десять 4,7-дюймовых орудий той же фирмы, размещенных на верхней палубе по пяти на борт; крайние 4,7-дюймовые орудия могли стрелять соответственно на нос или корму. Вспомогательное артиллерийское вооружение состояло из шестнадцати 47-миллиметровых противоминных орудий, установленных на нижней палубе. При тогдашнем стремительном развитии минных кораблей 47-миллиметровых калибр вспомогательной артиллерии был совершенно недостаточен для отражения атак эсминцев и даже миноносцев. Собственное минное вооружение крейсера состояло из пяти надводных торпедных аппаратов (один в форштевне, по два на каждый борт).

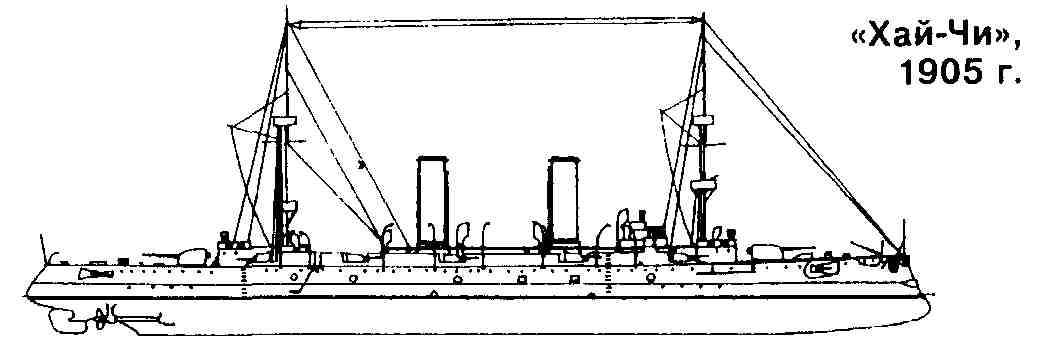
Схема крейсера «Хай-Ци»

В целом «Хайтянь» и «Хайци» соответствовали уровню тогдашних бронепалубных крейсеров 2-го класса и практически не уступали введенным в строй чуть раньше японским «Такасаго», «Читосэ» и «Касаги». Однако применение новейших крейсеров в китайском флоте оказалось проблематичным. Они не могли, как японские аналоги, выполнять функции разведчиков при броненосных силах — по причине отсутствия у Китая после разгрома 1895 г. собственных броненосцев или броненосных крейсеров. Что же касается использования их для крейсерских операций в открытом море — эльсвикский тип крейсеров оказывался для этого малоудачным из-за сравнительно небольшой дальности плавания и посредственной мореходности.

## Служба в императорском флоте

Затонувший «Хай-Ци». 1904

«Хайтянь» и «Хайци» прибыли в Китай в канун восстания ихэтуаней, которое поставило Империю Цин на грань распада. В 1900 году крейсер «Хайтянь» базировался в Печелийском заливе у порта Дагу — морских воротах к имперской столице. Под предлогом защиты иностранцев международная коалиция начала интервенцию, союзные войска взяли штурмом укрепления Дагу. 18 июля 1900 года «Хай-тянь», окруженный многочисленной эскадрой кораблей союзных держав (в том числе — тремя броненосцами), разоружился, сдав замки от орудий и детали от судовых механизмов. После заключения союзниками с цинским правительством договора в сентябре 1901 года — возвращен Китаю. 25 апреля 1904 года потерпел кораблекрушение близ Усуна (ныне пригород Шанхая), затонул у берега, выброшенный на скалы.
Оставшийся единственным китайским крейсером 2-го класса, «Хайци» выполнял в основном представительские функции как флагман и самый крупный военный корабль Поднебесной империи. Китайский флот уже не воспринимался как серьёзная военная сила. Одним из самых ярких примеров этого был инцидент с интернированным в китайском порту Чифу русским миноносцем «Решительный», который 12 августа 1904 г. был захвачен японским отрядом из двух эсминцев несмотря на наличие в гавани китайских крейсеров «Хайци» и «Хайжун». Поскольку инцидент принял широкую международную огласку, китайский адмирал Са Чжэньбин был привлечен к суду за то, что даже не попытался защитить суверенитет Китая, под покровительством которого находился «Решительный»
В 1911 году «Хайци» был послан в дальнее заграничное плавание для участия в международном морском параде по случаю коронации английского короля Георга V. В сентябре того же года крейсер заходил с визитом в Нью-Йорк, где вызвал ликование у многочисленной местной китайской общины. В это время в Китае произошла Синьхайская революция и «Хайци» вернулся на родину, когда она стала уже республикой.

## Служба при республике
В 1917 г. «Хайци» был переведен в состав южной эскадры, базировавшейся в Кантоне (Гуанчжоу). Вскоре страна распалась на отдельные провинции, в Китае происходили непрерывные войны между региональными армиями. В январе 1924 г. «Хайци» вместе с другими кантонскими судами перешел в Циндао, видимо, для поддержки союзного тогда южанам правителя Маньчжурии Чжан Цзолиня против Пекинского правительства «Чжилийской клики». После относительного объединения в 1927 г. Китая партией Гоминьдан, «Хайци» входил в состав базировавшегося в Циндао Северо-Восточного флота, но в июле 1933 г., после восстания на эскадре против центрального правительства Чан Кайши, ушел с другими кораблями обратно в Кантон, сохранявший автономный статус. В 1934 г. прошел некоторую модернизацию. Были установлены 40-миллиметровые зенитки, противоминная артиллерия заменена на 76-миллиметровые орудия (возможно, это было проведено раньше), крейсер был оборудован системой управления огнём, что, безусловно, улучшило эффективность корабельной артиллерии. Тем не менее, паровой бронепалубный «Хайци» к тому времени окончательно устарел.
В 1935 г. Чан Кайши потребовал перевода кантонский кораблей в свою столицу Нанкин. По одной версии, на «Хайци» вспыхнул мятеж, возможно инспирированный японцами, пытавшимися склонить команду уйти в Маньчжоу-го. Этому решил помешать китайский Центральный флот, базировавшийся в Шанхае. По другой версии, оппозиционный Нанкину шанхайский адмирал Чжэн Шаогуань сам пытался не допустить выполнения приказа Чан Кайши, опасаясь, что нанкинское правительство получит собственный флот.
20 июня 1935 г. «Хайци» вместе со старым бронепалубным крейсером 3-го ранга «Хайчэнь» вышел из Кантона, но следующим утром близ Гонконга встретил корабли Шанхайской эскадры — легкие крейсера «Нинхай» и «Инжуй» (кит. упр. 应瑞), старые бронепалубные крейсера 3-го ранга «Хайжун» и «Хайчоу» и канонерку «Юнсян». Несмотря на то, что по огневой мощи «Хайци» продолжал оставаться на тот момент самым сильным китайским кораблем, противостоять шанхайским судам, особенно новейшему «Нинхай», устаревший крейсер не мог.

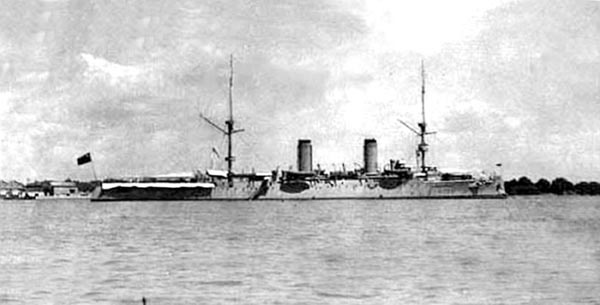
Крейсер «Хай-Чи» на Янцзы. 1935

После нескольких выстрелов с «Нинхай» «Хайци» и «Хайчэнь» повернули к Гонконгу и укрылись в британской колонии. Последовали переговоры, и 18 июля «Хайци» всё же прибыл в Нанкин. Вскоре «Хайци» был выведен из состава флота и зачислен в резерв вместе с другими старыми крейсерами.
В самом начале японо-китайской войны 1937—1945 гг. возникла угроза прорыва японских кораблей по р. Янцзы до Нанкина. Китайское командование приняло решение о затоплении устаревших судов, чтобы закрыть путь к столице. 11 августа 1937 г. у г. Цзянцзин в низовьях Янцзы (160 км к западу от Шанхая) «Хайци» был потоплен в числе 35 военных и гражданских судов для заграждения речного фарватера.